# I Feel Something in the Air
«I Feel Something in the Air» — пісня американської співачки Шер, написана і спродюсована Сонні Боно і випущена як другий сингл її третього альбому «Chér» 1966 року.

## Історія
«I Feel Something in the Air» стала другорядним хітом Шер, який посів 43 рядок у «UK Singles Chart». Однак потрапити до чартів США їй не вдалося. Пісня також була відома і в деяких інших країнах, де випускалася під назвою «Magic in the Air». Шер також записала пісню італійською мовою під назвою «Nel Mio Cielo Ci Sei Tu».

## Чарти
| Чарт (1966)                        | Позиція |
| ---------------------------------- | ------- |
| Канада (Canadian Singles Chart)    | 89      |
| Велика Британія (UK Singles Chart) | 43      |